# Qasem Soleimani

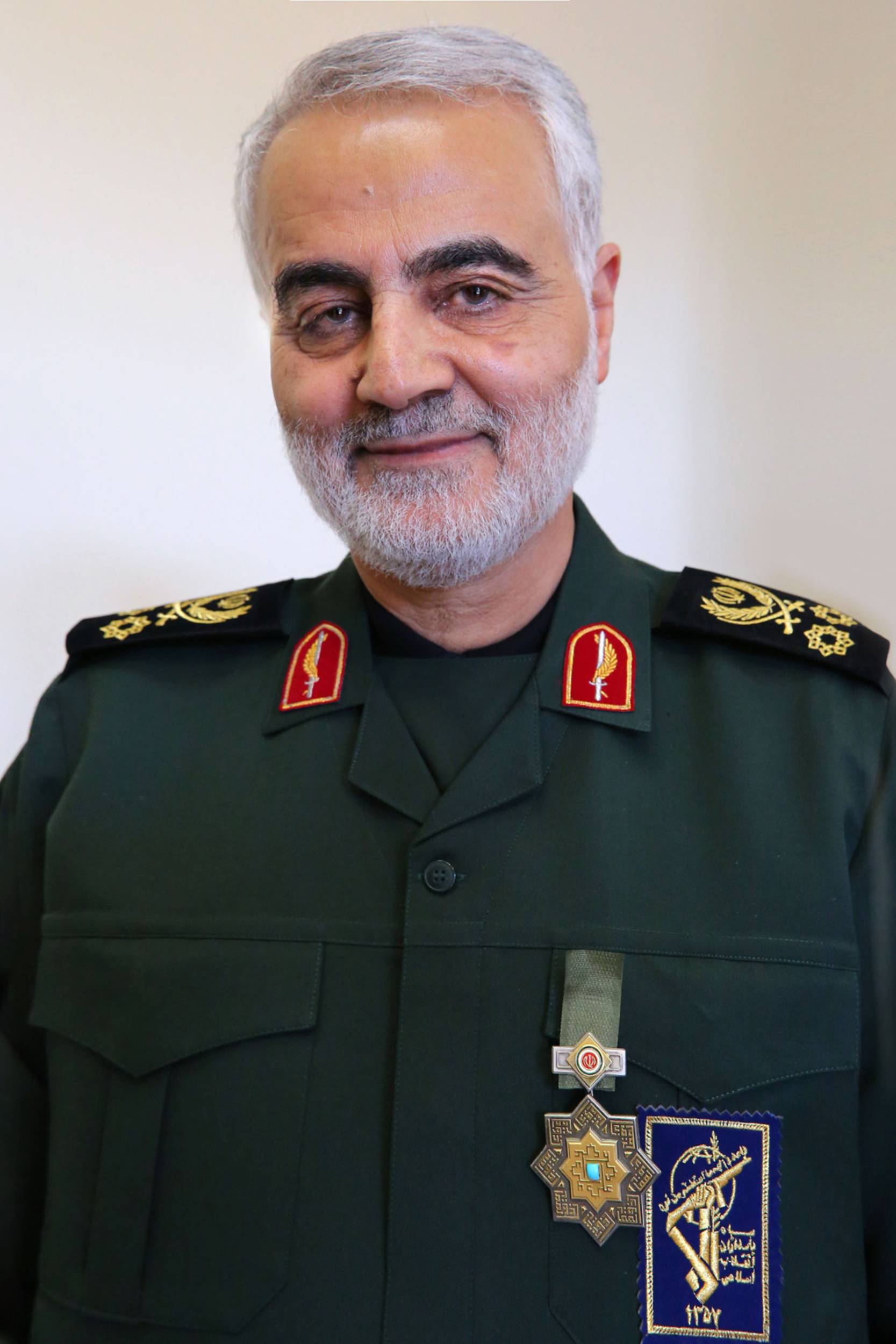
Qasem Soleimani mit dem Zolfaghar-Orden, Frühjahr 2019

Qasem Soleimani (persisch قاسم سلیمانی, DMG Qāsem-e Soleimānī; * 11. März 1957 in Qanat-e Malek/Verwaltungsbezirk Rabor, Provinz Kerman, Iran; † 3. Januar 2020 in Bagdad, Irak) war ein iranischer Offizier, zuletzt Divisionskommandeur (persisch sarlaschkar). Er war seit 1998 Kommandeur der Quds-Einheit, einer Unterabteilung der iranischen Revolutionsgarde, die Spezialeinsätze außerhalb Irans durchführt. Soleimanis Einfluss reichte weit über das Militärische hinaus; viele Beobachter sehen ihn als einen der Hauptverantwortlichen für die Ausweitung des iranischen Einflusses auf weite Teile des Nahen Ostens. Er handelte dabei stets in enger Zusammenarbeit mit dem iranischen Revolutionsführer (rahbar) Ajatollah Ali Chamenei. Am 3. Januar 2020, ca. 01:00 Uhr Ortszeit (2. Januar 2020, 23:00 Uhr MEZ), wurde er auf Befehl des US-amerikanischen Präsidenten Donald Trump unter Einsatz einer Drohne vom US-amerikanischen Militär im Irak gezielt getötet, da Trump ihn indirekt für mehrere Anschläge, darunter den zuvor erfolgten Angriff pro-iranischer Milizen auf die Botschaft der Vereinigten Staaten in Bagdad, verantwortlich machte.

## Leben

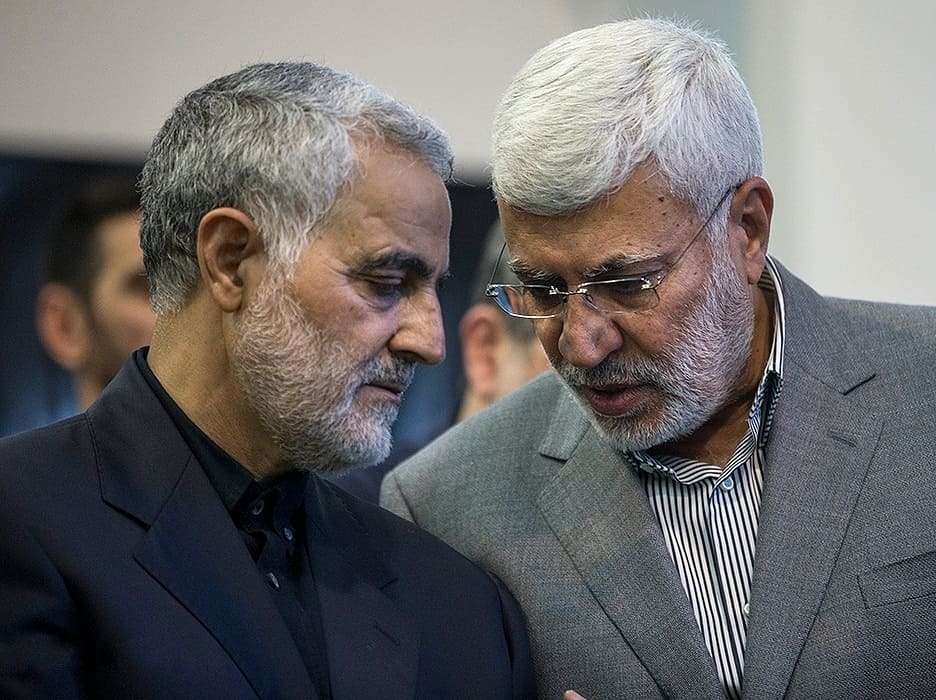
Qasem Soleimani und Abu Mahdi al-Muhandis an der Beisetzung von Soleimanis Vater in Teheran, 2017

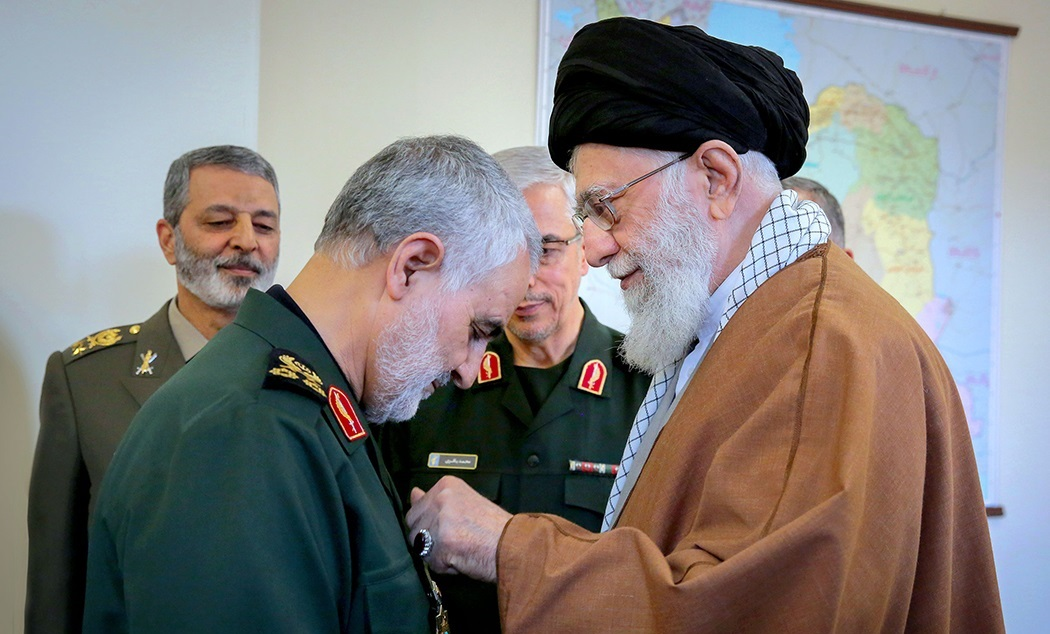
Soleimani erhält von Chamenei den Zolfaghar-Orden am 10. März 2019

Soleimani wuchs in einer armen Bauernfamilie in einem kleinen Dorf in der südöstlichen Provinz Kerman auf. Als Jugendlicher zog er in die Provinzhauptstadt Kerman und arbeitete auf Baustellen, um die Schulden seines Vaters zurückzuzahlen. In seiner Freizeit stemmte er Gewichte und hörte den Predigten des Wanderpredigers Hojjat Kamyab zu, eines Protegés von Ali Chamenei. Später erhielt er eine Ausbildung bei den örtlichen  Wasserwerken. Während der Islamischen Revolution trat Soleimani mit 23 Jahren der Revolutionsgarde bei, zwei Jahre später war er Brigadegeneral. Sein Aufstieg begann im Iran-Irak-Krieg in den 1980er Jahren, in denen er durch Kommandounternehmen jenseits der Grenze national bekannt wurde. Er selbst beteiligte sich an zahlreichen geheimen Militärmissionen im Ausland.
Ab 1998 war er Kommandeur der Quds-Einheit und ließ im Lauf der Zeit das militärische, finanzielle, nachrichtendienstliche und politische Potential der Eliteeinheit wesentlich ausbauen. Dabei schuf er im Lauf der Zeit in jedem Land, in dem Schiiten lebten, ein Netzwerk aus Hilfsorganisationen, Schulen, religiösen Zentren, die von Iran finanziert wurden, die Bevölkerung an sich banden und auch der Anwerbung neuer Kämpfer dienten.
Nach Medienberichten stimmte er nach den Anschlägen des 11. September 2001 „indirekt mit Washington das Vorgehen gegen die Taliban ab, ohne eine schriftliche Spur zu hinterlassen.“ Er baute außerdem die Zusammenarbeit zwischen der Quds-Einheit und der Hisbollah aus, um Letztere bei der Rückeroberung des Südlibanon zu unterstützen. Als der US-Präsident George W. Bush Iran zur Achse des Bösen rechnete, stellte er die Zusammenarbeit ein. Im Afghanistan-Krieg war er mit seinen Quds ein Verbündeter der USA und wesentlich an dem Sieg über die Taliban in Herat beteiligt und am Vormarsch der Nordallianz auf Kabul. Im Zuge des Rücktritts von General Yahya Rahim Safavi im September 2007 galt er als möglicher Nachfolger für das Amt des Kommandeurs der Pasdaran (Iranische Revolutionsgarden).
Soleimani wird für den Aufbau der unter iranischem Einfluss stehenden schiitischen Milizen im Irak verantwortlich gemacht, die ein Gegengewicht zu der „Koalition der Willigen“ bildeten. Er vermittelte auch ein Zusammengehen ursprünglich verfeindeter schiitischer Milizen im Irak und konnte auch eine Zusammenarbeit mit sunnitischen Kräften erreichen. 2008 schlug er dem amerikanischen Oberkommandierenden im Irak General David Petraeus vor, im Zuge eines Treffens die Sicherheit im Irak zu diskutieren, was dieser ablehnte. Gegenüber Petraeus stellte er sich, wie durch Wikileaks bekannt wurde, als derjenige vor, der die iranische Politik in Afghanistan, dem Libanon und im Gaza-Streifen befehligte. Im selben Jahr leitete er eine Gruppe iranischer Ermittler, die den Tod von Imad Mughniyya untersuchten. Anhänger des iranischen Regimes und speziell der Revolutionsgarde versehen ihn häufig mit dem Ehrennamen Hāddsch.
Am 23. Juli 2011 (Monate nach Beginn der Proteste in Syrien) nahm die Europäische Union Soleimani in eine Liste von unter Sanktionen stehender Personen und Organisationen auf. Als Grund dafür wurde seine Beteiligung an der „Bereitstellung von Ausrüstungen und Unterstützung für das syrische Regime für das gewaltsame Vorgehen gegen Demonstranten in Syrien“ genannt. Als im Bürgerkrieg in Syrien die Niederlage der mit Iran verbündeten Regierung von Baschar al-Assad unabwendbar schien, soll Soleimani einen Plan zur militärischen Unterstützung Assads entwickelt haben. Zu diesem Zweck reiste er im Juli 2015 nach Moskau und stellte sein Konzept vor, das letztlich zur russischen Intervention im Herbst 2015 beigetragen haben soll. Schon vorher hatte er 2012 zehntausende schiitische Milizionäre aus Iran, Afghanistan, Pakistan und dem Irak nach Syrien entsandt, um Assad zu unterstützen, und konnte so die unmittelbare Niederlage Assads verhindern. Dabei vermied er systematisch wie auch grundsätzlich bei den Auslands-Einsätzen die Verwendung iranischer Kämpfer.
Im Kampf gegen den sogenannten Islamischen Staat (IS) im Irak im Sommer 2014 unterstützte Soleimani als Militärberater die irakischen Milizen in Amerli.
In der Großoffensive auf Tikrit im März 2015 übernahm Soleimani das Kommando über die schiitische Badr-Brigade, es war der bis dahin größte Angriff gegen den IS. US-Außenminister John Kerry erkannte öffentlich die Rolle Soleimanis in Tikrit an, die militärische Kooperation galt als weitere Annäherung Washingtons an die Regierung in Teheran.
Sein Einfluss reichte aber auch über den Nahen Osten hinaus zum Beispiel nach Westafrika und Venezuela, wobei er die schiitischen Gemeinden in den jeweiligen Ländern einspannte. In der westlichen Öffentlichkeit war er dagegen kaum bekannt. Westlichen Journalisten gab er keine Interviews und er trat äußerlich bescheiden und mit leiser Stimme sprechend auf. Nachdem er 2006 Nuri al-Maliki als Nachfolger des irakischen Ministerpräsidenten Ibrahim al-Dschafari unterstützt hatte, erhielten die Revolutionsgarden in Zeiten des boomenden Ölgeschäfts Milliarden Dollar aus den Öl-Erlösen. Auf einem der letzten bekannt gewordenen Treffen in Bagdad im November 2019, als er versuchte, das irakische Kabinett und alle anderen entscheidenden Führungsfiguren auf einen harten Kurs gegen die eskalierenden Proteste im Land einzuschwören, wagte nur Ex-Premier Haider al-Abadi, ihm zu widersprechen.
Soleimani wird von Israel vorgeworfen, in der Nacht vom 9. auf den 10. Mai 2018 einen Raketenangriff auf israelisches Militär in den Golanhöhen angeordnet zu haben. Als Reaktion kam es am Morgen des 10. Mai zum bis dahin umfangreichsten Luftangriff israelischer Streitkräfte auf Ziele in Syrien.
Am 10. März 2019 wurde ihm der höchste iranische Militärorden, der Zolfaghar-Orden, verliehen. Es war die erste Verleihung des Ordens seit 1979. Ajatollah Chamenei bezeichnete ihn noch zu Lebzeiten als „lebenden Märtyrer“.
Am 3. Oktober 2019 berichteten Nachrichtenagenturen unter Berufung auf iranische Quellen, dass die Revolutionsgarde einen Attentatsversuch auf Soleimani in seiner Heimatprovinz Kerman vereitelt hätte, bei dem angeblich 500 kg Sprengstoff zum Einsatz kommen sollten. Er wurde davor schon mehrfach totgesagt, so 2006 bei einem Flugzeugabsturz im Nordwesten Irans, wo hohe Militärs zu den Opfern zählten, bei einem Bombenanschlag 2012 in Damaskus, dem wichtige Berater von Assad zum Opfer fielen, und im November 2015 bei Kämpfen um Aleppo auf Seiten von Assad.
In einem im Oktober 2019 veröffentlichten Interview führte Soleimani aus, im Libanonkrieg 2006 an Ort und Stelle gewesen zu sein, um einen Überblick über die Lage zu gewinnen. Auch bei den Protesten 2019 war er im Libanon.
Soleimani befand sich auf einer im Januar 2019 aktualisierten Liste von als Terroristen eingestuften Personen und Organisationen der Europäischen Union. Die iranischen Revolutionsgarden einschließlich der Quds-Einheit waren im April 2019 von den USA als Terrororganisation eingestuft worden.
Sein jüngerer Bruder Sohrab Soleimani war unter anderem als Generaldirektor zuständig für die Gefängnisse in Teheran. Wegen Verdachts auf Folterungen in iranischen Gefängnissen wurden seine eventuell vorhandenen Konten in den USA im April 2017 eingefroren.

## Tod

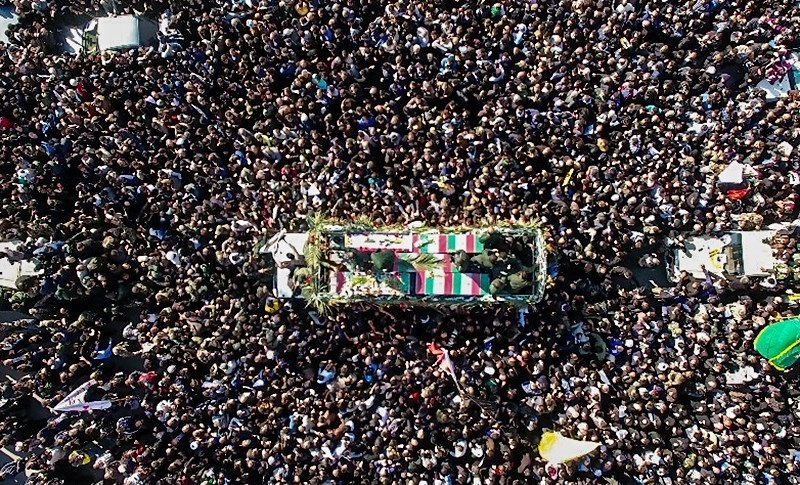
Begräbnisfeierlichkeiten für Soleimani in Ahvaz, Iran

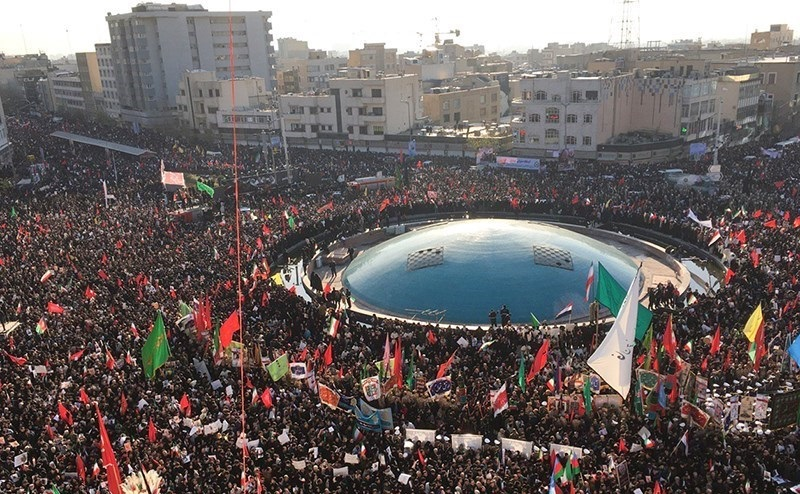
Begräbnisfeierlichkeiten für Soleimani in Teheran, Enqelab Square (Revolutionsplatz)

Qasem Soleimani wurde bei einem gezielten Raketenangriff am 3. Januar 2020 etwa um 01:00 Uhr Ortszeit (2. Januar 2020, 23:00 Uhr MEZ) am Flughafen Bagdad getötet. Kurz nach Ankunft mit einem Linienflugzeug aus Damaskus wurde Soleimanis Fahrzeugkolonne, die ihn abgeholt hatte, beim Verlassen des Komplexes von einer amerikanischen MQ-9A Reaper-Drohne mit Raketen beschossen.
Der Angriff wurde vom damaligen US-Präsidenten Donald Trump befohlen. Bei dem Drohnenangriff starben auch der irakische Brigadegeneral Abu Mahdi al-Muhandis, Vizekommandeur der Miliz al-Haschd asch-Schaʿbī, und Anführer der Kataib Hizbollah, und mindestens fünf weitere Menschen, darunter auch Soleimanis Schwiegersohn sowie ein ziviler Flughafenangestellter, der sich in der Nähe aufhielt. Al-Muhandis hatte auch über die schiitischen Milizen hinaus im Irak Ansehen, da er sich mit seiner Miliz dem Vordringen der salafistischen Terrormiliz Daesh/„Islamischer Staat“ 2014 im Irak entgegenstellte, nachdem die irakische Armee geflohen war. Nach einer Rekonstruktion der New York Times hatte Trump die Tötung von Soleimani als letzte und extremste Option schon beim Angriff auf Kirkuk vom Pentagon vorgelegt bekommen, sich dann aber für einen Luftschlag auf iranische Milizionäre entschieden. Durch die Berichte der Belagerung der US-Botschaft in Bagdad änderte er seine Meinung und befahl die Tötung von Soleimani.
Nach Angaben des irakischen Ministerpräsidenten Adil Abd al-Mahdi in der Sondersitzung des Parlaments am 5. Januar 2020 war Soleimani nach Bagdad gereist, um sich mit ihm um 8:30 Uhr Ortszeit zu treffen. Denn um die Deeskalation in der Region (Jemen, Saudi-Arabien, VAE, Irak, Iran, Syrien, Libanon) voranzutreiben, hatten die Regierungen in Riad und Teheran in den Wochen zuvor zu gemeinsamen, von Bagdad vermittelten Gesprächen angesetzt. Stephan Roll, Forschungsgruppenleiter »Afrika und Mittlerer Osten« der Stiftung Wissenschaft und Politik (SWP), bestätigte gegenüber der Deutschen Welle, dass mit den von Irak vermittelten Gesprächen Kanäle geöffnet wurden, „die es vorher nicht gab“. Dafür war Soleimani mit einem Diplomatenpass von Teheran als Bote geschickt worden, um persönlich die Antwort auf eine diplomatische Note aus Riad zu übermitteln. Diese Gesprächsvermittlungen waren von der Trump-Administration ersucht worden. Weiter gab Al-Mahdi bekannt, dass er sich persönlich um Deeskalation bei den gewalttätigen Protesten vor der US-Botschaft in Bagdad bemüht habe, die zum Zeitpunkt der Tötung von Soleimani schon beendet waren, und dass Präsident Trump sich bei ihm dafür bedankt hatte. Die Hannoversche Allgemeine Zeitung spricht in diesem Zusammenhang von einem frappierenden Kollateralschaden: „Trump führt militärisch einen Hieb gegen einen General aus Iran – und verliert politisch den Irak. Trump hat das zarte Pflänzchen neuer Beziehungen zwischen Bagdad und Washington, das nach dem Krieg gewachsen war und theoretisch die Region hätte stabilisieren können, zertrampelt.“
Nach Mitteilung der Washington Post sollen die Amerikaner in der Nacht des Attentats auf Soleimani auch einen Anschlag auf einen weiteren Anführer der iranischen Quds-Brigaden durchgeführt haben, dem für Finanzen zuständigen Abdul Reza Schahlai. Der Anschlag im Jemen war allerdings erfolglos. Im Dezember 2019 sollen die USA außerdem 15 Millionen US-Dollar Belohnung für Informationen auf den Aufenthaltsort und die Arbeitsweise von Schahlai ausgesetzt haben. Am 14. Januar 2020 erschienen Pressemeldungen, wonach Präsident Trump die Tötung von Soleimani bereits vor sieben Monaten beschlossen hatte, vorausgesetzt ein US-Bürger würde durch dessen Einfluss getötet und der Präsident würde das erneut autorisieren.

### Vorgeschichte
Vor dem Anschlag auf Soleimani kam es zu gewalttätigen Protesten schiitischer Milizen – insbesondere der von Iran unterstützten Kataib Hisbollah – vor der großflächigen US-Botschaft in Bagdad, die zwei Tage belagert wurde. Das versuchte Vordringen in die Botschaft wurde mit Tränengas abgewehrt. Die Proteste waren nach Ansicht der USA und von Beobachtern durch die Islamische Republik Iran inszeniert. Anlass waren US-Drohnenangriffe gegen fünf Basen der Kataib Hisbollah in Syrien und dem Irak, die rund 25 Milizionäre töteten und viele verletzten. Diese US-Drohnenangriffe seien wiederum die Reaktion auf einen Raketenangriff auf eine irakische Militärbasis in Kirkuk am 27. Dezember 2019 gewesen, bei dem ein US-Mitarbeiter („Civil Contractor“) der Firma Valiant Integrated Services und Übersetzer namens Nawres Waleed Hamid getötet wurde, vier US-Soldaten und zwei irakische Sicherheitskräfte verletzt wurden und für den die USA die Miliz Kataib Hisbollah verantwortlich machten. Bei der Belagerung der US-Botschaft hielten sich die irakischen Sicherheitskräfte heraus, sie waren von den USA bei den militärischen Vergeltungsschlägen zuvor auch nicht einbezogen worden. Die irakische Regierung stand unter Druck, da Bagdad seit Oktober 2019 durch Massenproteste gegen korrupte Eliten und den Einfluss Irans erschüttert wurde, gegen die die irakische Regierung unterstützt von schiitischen Milizen wie Kataib Hisbollah gewaltsam vorging, mit hunderten von Todesopfern.
Die offizielle Begründung für das Attentat auf Soleimani durch die US-Regierung war widersprüchlich. Einerseits wurde die Tötung von mindestens 600 US-Soldaten allein im Irak in der Vergangenheit angeführt, was von den Amerikanern direkt auf den Einfluss Soleimanis zurückgeführt wird. Vizepräsident Mike Pence machte ihn aber auch für die Terroranschläge am 11. September 2001 mitverantwortlich, wofür es im offiziellen US-Untersuchungsbericht keinen Anhaltspunkt gibt. Trump selbst behauptete am 3. Januar, man habe damit unmittelbar bevorstehende Anschläge auf US-Diplomaten und -Militärs verhindert und habe Soleimani „auf frischer Tat ertappt“. Donald Trump präzisierte gegenüber dem Fernsehsender FOX, dass Soleimani an Plänen für künftige Anschläge auf bis zu vier US-Botschaften beteiligt war, einschließlich der Botschaft im Irak. Verteidigungsminister Mark Esper sagte am 12. Januar in einem Interview, ihm seien keine konkreten Hinweise auf Angriffspläne Soleimanis auf vier US-Botschaften bekannt gewesen, aber es habe Hinweise auf innerhalb weniger Tage bevorstehende Angriffe in mehr als einem Land gegeben und er habe wie der Präsident Angriffe auf US-Botschaften als wahrscheinliches Ziel angesehen. Bei der Unterrichtung des US-Repräsentantenhauses am 8. Januar war von Hinweisen auf einen unmittelbar bevorstehenden Angriff auf vier US-Botschaften nach Angaben des demokratischen Senators Chris Murphy noch nicht die Rede.
Die Frage, ob eine unmittelbare Gefahr abgewendet wurde, ist gemäß der geltenden Verfassung der Vereinigten Staaten von Bedeutung hinsichtlich der vorherigen Einbindung des US-Kongresses bei Entscheidungen, die zu Kriegen führen können (siehe Parlamentsarmee), die Interpretation ist aber in den USA umstritten. Der US-Kongress wurde nachträglich informiert, und die zur Verfügung gestellten geheimen Informationen ließen nach den Worten der Sprecherin des Repräsentantenhauses Nancy Pelosi mehr Fragen offen, als sie beantworteten.

### Begräbnisfeierlichkeiten im Irak und in Iran
Am 4. Januar fand in Bagdad eine Begräbnisprozession statt. Tausende von Trauernden, die Todeswünsche gegen Amerika und das der Mitwirkung an der Exekution Soleimanis beschuldigte Israel skandierten, folgten dem Sarg. Die Prozession begann bei der al-Kazimiyya-Moschee, in Anwesenheit von Premierminister Adil Abd al-Mahdi. Soleimanis sterbliche Überreste wurden am 5. Januar in die heiligen schiitischen Städte Kerbela und Nadschaf überbracht und gelangten dann nach Iran, zunächst nach Maschhad und Ahvaz, wo sich Hunderttausende Menschen versammelten. Die Prozession gelangte schließlich nach Teheran, wo sich nach Schätzungen von Associated Press mindestens eine Million Menschen versammelten. Satellitenbilder zeigten eine Prozession von fast sechs Kilometern Länge auf einer Hauptstraße in Teheran. In Anwesenheit von Staatspräsident Hassan Rohani, General Esmail Ghaani und weiteren Führungspersonen sprach der Ayatollah Chamene'i das islamische Totengebet. Dies war die größte Bestattungsfeierlichkeit in Iran seit der Beisetzung von Ayatollah Khomeini im Jahre 1989.

### Reaktionen und Folgen
Die UNO-Sonderberichterstatterin Agnès Callamard bezeichnete die Tötung zunächst im März als „höchstwahrscheinlich illegal“ und menschenrechtswidrig. Anfang Juli 2020 legte sie ihre abschließende Beurteilung vor und blieb bei der Bewertung einer illegalen Tötung. Die USA konnten demnach nicht belegen, dass Soleimani eine unmittelbare Bedrohung für das Leben anderer darstellte und sich die Amerikaner deshalb nicht auf einen Akt der Selbstverteidigung berufen könnten.
Ali Chamenei kündigte Vergeltung an und beförderte Esmail Ghaani, einen Wegbegleiter Soleimanis und dessen militärischen Stellvertreter, zum neuen Kommandanten der Quds-Brigaden.
Die irakische Regierung distanzierte sich nach dem eigenmächtigen Vorgehen von Präsident Trump. Die Tötung Soleimanis und seiner Begleiter auf dem Flugplatz von Bagdad wurde als Demütigung des Iraks und Affront gegen die staatliche Souveränität des Iraks empfunden. Der irakische Ministerpräsident Adil Abd al-Mahdi sprach von „Aggression gegen den irakischen Staat, seine Regierung und das Volk“. Der Irak forderte beim UNO-Sicherheitsrat eine Verurteilung des Anschlags auf Soleimani und al-Muhandis.
Das irakische Parlament beschloss in einer Sondersitzung am 5. Januar, dass die Regierung beauftragt wird, den Abzug aller ausländischen Truppen aus dem Irak einzuleiten. Allerdings boykottierten die kurdischen und die Mehrzahl der sunnitischen Abgeordneten die Sitzung. Seit 2014 war auf Einladung des Irak eine Internationale Allianz gegen den Islamischen Staat unter der Führung der USA im Land, die die irakische Armee ausbilden und unterstützen sollte und die Ende 2019 rund 5000 US-Soldaten umfasste – neben Soldaten anderer Länder wie Deutschland mit 120 Soldaten. Ein Teil der deutschen Soldaten wurde im Zuge der Spannungen aus dem Irak abgezogen. Ebenso wurde vom Parlament beschlossen, dass die ausländischen Truppen den irakischen Luftraum nicht mehr ohne Genehmigung nutzen sollten. Nachdem am 6. Januar 2020 zunächst ein Brief des Brigadegenerals William Seeley, Leiter der US-Militäroperationen im Irak, bekannt geworden war, in dem stand, dass man den Beschluss des irakischen Parlaments für einen US-Truppenabzug respektieren und sich im Irak neu gruppieren würde, wurde das noch am selben Tag vom US-Verteidigungsminister Mark Esper und vom Generalstabschef Mark Milley dementiert. Letzterer erklärte, der Brief sei zwar echt, aber schlecht formuliert, man beabsichtige keinen Abzug. Präsident Trump drohte im Fall eines feindseligen Rauswurfs der US-Truppen mit drastischen Strafmaßnahmen gegen den Irak und würde die Truppen auch nicht abziehen, bevor der Irak den von den USA finanzierten Militärflughafen, eine Milliardeninvestition, bezahlt habe. Die deutsche Bundesregierung gab hingegen bekannt, ihre Soldaten im Zentralirak vorläufig abzuziehen.
Am 5. Januar kündigte Trump per Twitter an, den Kongress über möglicherweise anstehende, eventuell '„unverhältnismäßige“ (“disproportionate”) Gegenschläge bei Angriffen Irans auf amerikanische Ziele oder Bürger in Zukunft nur noch über Twitter zu informieren. Das verstärkte die Verfassungskrise in den USA (Trump befand sich zum Zeitpunkt des Anschlags in einem Amtsenthebungsverfahren). Vertreter der Demokraten sprachen von diktatorischer Anmaßung, und Nancy Pelosi teilte am 6. Januar 2020 mit, zur Durchsetzung der Mitspracherechte des Kongresses bei bewaffneten Konflikten die Befugnisse des Präsidenten im Konflikt mit Iran beschränken zu wollen. Nach der War Powers Resolution, die aus den 1970er Jahren stammt, muss der US-Präsident den Kongress bei Einsatz des US-Militärs ohne Kriegserklärung innerhalb 48 Stunden informieren. Die US-Regierung hatte unmittelbar zuvor beschlossen, über 3000 weitere Soldaten in der Region zu stationieren.
Iran kündigte als Reaktion Vergeltungsschläge, insbesondere gegen das US-Militär an. In einer im iranischen Fernsehsender IRINN TV am 8. Januar 2020 ausgestrahlten und von Middle East Media Research Institute auf Englisch übersetzten Rede, erklärte der iranische Präsident Rouhani, dass sich Iran nicht länger an die im Nuklearabkommen von 2015 vereinbarten Einschränkungen hinsichtlich der Anzahl von Zentrifugen zur Anreicherung von Uran halten werde. „Irans Nuklearindustrie wird aufblühen“, sagte er. Als Zweites erwähnt Rouhani in seiner Rede, dass die Amerikaner die Hand Soleimanis abgehauen hätten (“They cut off the hand of our dear Soleimani”) und als Rache würden sie, die Iraner, die Beine der Amerikaner abhauen und sie aus den benachbarten Ländern werfen.
Trump reagierte auf die Drohung von Vergeltungsschlägen mit einer Twitter-Erklärung, in der er mit der Bombardierung von 52 ausgewählten kulturell bedeutsamen Stätten (Trump: „sehr wichtig und bedeutsam für die iranische Kultur“) in Iran drohte. Diese Drohung sorgte international für Entrüstung, da Angriffe auf das Weltkulturerbe nach der Haager Konvention, der sich auch die USA verpflichtet haben, ein Kriegsverbrechen darstellen. US-Verteidigungsminister Esper erklärte, die USA würden sich an Internationales Recht halten. Die Anzahl von 52 Zielen wählte Trump, wie er selbst betonte, auch in Bezug auf die 52 Geiseln in der US-Botschaft in Teheran 1979. Der iranische Staatspräsident Hassan Rohani antwortete daraufhin ebenfalls auf Twitter am 6. Januar 2020: „Wer sich auf die Zahl 52 bezieht, sollte sich auch an die Zahl 290 erinnern“, womit er seinerseits auf den Abschuss eines Zivilflugzeugs (Iran-Air-Flug 655) 1988 über der Straße von Hormuz durch das US-Kriegsschiff Vincennes erinnerte und deutlich machte, dass Iran erheblich mehr Ziele für einen Gegenschlag zur Auswahl stünden.
Die iranische Regierung verordnete eine mehrtägige Staatstrauer und veranstaltete über mehrere Tage aufwändige Trauerzüge in verschiedenen Städten, zu denen der Sarg mit seinem Leichnam gebracht wurde. Insgesamt kamen über eine Million Menschen bei jenen Trauermärschen zusammen. Damit in Zusammenhang steht eine Massenpanik in Kerman, bei der laut dem iranischen Staatsfernsehen 56 Menschen umgekommen sind und mehrere hundert verletzt wurden.
In der Nacht vom 7. Januar auf den 8. Januar beschoss Iran von seinem eigenen Territorium aus als Vergeltung die Al Asad Airbase und den Militärstützpunkt Erbil im Nordirak, der auch von Amerikanern genutzt wird, mit ballistischen Raketen, wobei niemand getötet wurde.
Trump kommentierte dies auf Twitter und vor der Presse im Weißen Haus am 8. Januar mit „alles ist gut“. Die Amerikaner waren über die Iraker von Iran vorgewarnt worden und konnten auch über eigene Satelliten die Flugbahn der Raketen verfolgen. Am 8. Januar kommentierte der iranische Präsident Ruhani bei einer Kabinettssitzung den iranischen Raketenangriff auf die Militärbasen der Amerikaner im Irak als erste Antwort, die „ultimative Rache“ wäre aber das Ende der Präsenz der Amerikaner in der Region. Wochen später wurde publik, dass durch den Raketenbeschuss auf die Al Asad Airbase mehrere US-Soldaten Schädel-Hirn-Traumata (SHT) erlitten haben. Zunächst war von 34, später von 64 Betroffenen die Rede. Im Februar korrigierte das Pentagon die Anzahl der Soldaten mit SHT auf 109.
In der Nacht des Vergeltungsschlags Irans auf US-Stützpunkte im Irak schoss die iranische Luftabwehr in Teheran versehentlich (die Luftabwehrraketen waren in Erwartung eines US-Vergeltungsschlags scharf geschaltet) ein ukrainisches Passagierflugzeug ab, wobei neben Ausländern auch viele Iraner starben (Ukraine-International-Airlines-Flug 752). Nach mehreren Tagen des Leugnens und Druck insbesondere der Ukraine und des kanadischen Ministerpräsidenten, dessen Land viele Opfer zu beklagen hatte und der öffentlich die Vermutung eines wahrscheinlich versehentlichen Abschusses durch Iran äußerte, gaben Iraner schließlich zu, verantwortlich gewesen zu sein. Das führte zu Massenprotesten in Iran selbst, die die Aufmerksamkeit von der Trauer um Soleimani ablenkten; und die iranische Führung kündigte als Reaktion eine strenge Untersuchung und Strafverfolgung der Verantwortlichen an.
Irans Raketenangriffe wurden von der Regierung Trump mit zusätzlichen schweren Wirtschaftssanktionen für die iranische Fertigungs-, Bergbau- und Textilbranche erwidert. Instagram, eines der wenigen sozialen Medien des Westens, die iranischen Bürgern bis dahin zur Verfügung standen, begann Beiträge und Konten, darunter auch Konten von Journalisten, Zeitungen und Agenturen, zu löschen, die Soleimani erwähnten, um den Sanktionen der USA gegen Iran Folge zu leisten.
Solidaritätsbekundungen für Iran fanden sich im rechtsextremen Spektrum. So kondolierte der NPD-Politiker Udo Voigt nach Bekanntwerden von Soleimanis Tod dem iranischen Botschafter in Deutschland und drückte ihm sein Beileid und seine Solidarität aus. Er ging davon aus, dass Iran Soleimanis Tod angemessen vergelten werde und bedauerte, dass US-Drohnen auch von der Ramstein Air Base in Deutschland aus gestartet werden. Derweil drückte auch der US-amerikanische White-Supremacy-Aktivist Richard B. Spencer sein Bedauern über den Tod Soleimanis aus und gab sogar bekannt, es zutiefst zu bereuen, im Jahr 2016 für Trump geworben und ihn gewählt zu haben.
Acht Abgeordnete der Fraktion Die Linke im Bundestag stellten im Februar 2020 wegen Beihilfe zum Mord an Soleimani Strafanzeige gegen Mitglieder der Bundesregierung beim Generalbundesanwalt. Genannt werden in der Anzeige auch die Tötung des Vizechefs der irakischen Volksmobilisierungskräfte, Abu Mahdi al-Muhandis, eines Flughafenmitarbeiters, der zufällig in der Nähe war, sowie vier weiterer Menschen in der Fahrzeugkolonne. Die gezielte Tötung auf Anordnung der Regierung von US-Präsident Trump sei „strafrechtlich als heimtückischer Mord mit gemeingefährlichen Mitteln zu werten“. Beantragt wurden umgehende Ermittlungen. Die Abgeordneten verwiesen auf eine Entscheidung des Oberverwaltungsgerichts für das Land Nordrhein-Westfalen (OVG NRW) vom 19. März 2019 (4 A 1361/15). In der Entscheidung wurde die zentrale Rolle der Ramstein Air Base bei der Weiterleitung von Drohnendaten beleuchtet und die sachliche Richtigkeit festgestellt. Das Gericht legte der Bundesregierung auf, sicherzustellen, dass die Ramstein Air Base nicht für völkerrechtswidrige Drohnenangriffe der USA genutzt wird. Die Bundesregierung hat sicherzustellen, dass vom deutschen Staatsgebiet aus keine Völkerrechtsverletzungen ausgehen.
Der Obmann (der Partei Die Linke) im Verteidigungsausschuss des Deutschen Bundestages, Alexander Neu, sprach von einem „Doppelstandard“ bei der Beachtung des internationalen Rechts: „Völkerrechtsbrüche nicht-westlicher Drittstaaten anzuprangern, aber selbst bewusst die Augen vor dem Missbrauch deutschen Staatsgebietes für US-amerikanische Militäreinsätze zu verschließen, ist pure Heuchelei.“ Er kritisierte: „Das deutsche Ramstein ist ein Dreh- und Angelpunkt für die globale Gewaltpolitik der USA.“
Im Juni 2020 erließ die Islamische Republik Iran wegen der Tötung Soleimanis einen Haftbefehl gegen US-Präsident Trump und ersuchte um Unterstützung durch die internationale Polizeiorganisation Interpol. Da Trump als Staatsoberhaupt völkerrechtlich unter diplomatischer Immunität steht, gilt der Haftbefehl als symbolischer Akt. Trump blieb Beweise schuldig, dass die Tötung Soleimanis unmittelbar bevorstehende Anschläge verhindert hätte.
Das iranische Justizministerium beschuldigte einen Englisch-Arabisch-Übersetzer bei den Ouds-Einheiten in Syrien, Mahmoud Mousavi Majd, für hohe Geldsummen Informationen zu Soleimani an amerikanische und israelische Geheimdienste (Mossad) weitergegeben zu haben, die das Attentat ermöglichten, und außerdem viele weitere sensitive Informationen. Offiziell war er allerdings schon im Oktober 2018 verhaftet worden. Majd war Iraner und ging in den 1970er Jahren mit seiner Familie nach Syrien, wo er als Übersetzer für eine Firma arbeitete. Er war nicht Mitglied der Revolutionsgarden. Im Juli 2020 wurde er hingerichtet.
Am 3. Januar 2021 kam es in Bagdad zu einem Massenprotest gegen die USA. Zehntausende Iraker gingen auf die Straße, um an die Tötung des iranischen Generals Soleimani und des irakischen Milizenführers Abu Mahdi al-Muhandis ein Jahr zuvor zu erinnern. Sie forderten unter anderem den Abzug aller US-Soldaten aus dem Irak. Die von der iranischen Regierung unterstützten Volksmobilisierungskräfte sollen zu der Kundgebung aufgerufen haben.
Am 25. Dezember 2023 wurde der General Sayyid Razi Mousavi, einst die rechte Hand Soleimanis und nach seiner gezielten Tötung der „erfahrensten Berater“ der Quds-Brigaden in Syrien, durch drei israelische Raketen auf sein Haus im Stadtviertel Set Zaynab in Damaskus getötet. Am 3. Januar 2024, auf den Tag vier Jahre nach Soleimanis Tod ereigneten sich – während mehrere Tausend Menschen zu seinem Grab in der Stadt Kerman pilgerten – Bombenanschläge, bei denen 95 Menschen ums Leben kamen. Ein Tag zuvor wurden in der libanesischen Hauptstadt Beirut der Vize-Leiter des Politbüros der Hamas, Saleh al-Arouri, mit sieben weiteren Mitglieder der Hamas und Verbündete, durch einen Drohnenangriff liquidiert. Der Direktor des israelischen Auslandsgeheimdienstes Mossad, David Barnea, erklärte: „Der Mossad ist heute – wie vor 50 Jahren – verpflichtet, die Rechnung mit den Mördern zu begleichen, die am 7. Oktober die Gaza-Grenzorte angriffen, auch mit den Planern und Drahtziehern.“

## Wertung
Amerikanische und britische Militärs bezeichneten ihn als „iranischen Rommel“, im Sinne eines gefürchteten, aber geachteten Gegners. Der ehemalige US-Army-General und frühere JSOC- sowie ISAF-Kommandeur Stanley A. McChrystal beschrieb Soleimani 2019 als „Irans tödlichen Puppenspieler“ und verglich seinen „schattenhaften Einfluss“ in Iran mit jenem J. Edgar Hoovers in den Vereinigten Staaten.
Im Jahr 2017 stand Soleimani auf der TIME-Liste der 100 einflussreichsten Persönlichkeiten in der Welt. Damals schrieb der CIA-Experte Kenneth M. Pollack über Soleimani: „Für die Schiiten im Nahen Osten ist er eine Mischung aus James Bond, Erwin Rommel und Lady Gaga“. Soleimani unterhielt einen sehr populären Account beim Onlinedienst Instagram und in einer Umfrage von 2018 erhielt er 83 % Zustimmung – mehr als Präsident Ruhani und Außenminister Sarif. Soleimani wurde als möglicher Kandidat für das Präsidentenamt 2021 gehandelt.
In Teilen der iranischen Bevölkerung wurde der Anschlag auf ihn positiv aufgenommen. In diesem Zusammenhang bekam Soleimani den Beinamen „Kotelett“, was im Persischen eine Frikadellen-Version aus Fleisch und Kartoffelbrei ist. Dies geht aufgrund der eingeschränkten Meinungsfreiheit in Iran so weit, dass in der Öffentlichkeit an seinem Todestag ein solches Gericht zubereitet wird.

## Privates
Soleimani war verheiratet und Vater mehrerer Kinder. Seine Tochter Seinab Soleimani sprach am 6. Januar 2020 auf den Trauerfeierlichkeiten in Teheran und forderte Rache für den Tod ihres Vaters (Seinab Soleimani: „Verrückter Trump, denke nicht, dass mit dem Märtyrertod meines Vaters alles vorbei ist“).

## Sonstiges
Soleimani soll laut einer Aussage von Mohammad Ali Dschafari, der von 2007 bis 2019 Leiter der Islamischen Revolutionsgarde war, an der Niederschlagung von Protesten in Iran 1999 und 2009 persönlich beteiligt gewesen sein.

## Dokumentarfilm
- arte.tv: General Soleimani - Teherans graue Eminenz (54 min, Erstausstrahlung 2024)